# Maria Elena Stasi
Maria Elena Stasi (Collepasso, 21 marzo 1947) è una politica e prefetta italiana.

## Biografia
Dal 1990 al 2008 è stata commissario prefettizio di vari comuni: Saviano, Nola, Acerra, Ischia, Forio, Casamicciola, Frattamaggiore, Calvizzano, Sant'Antimo, Ottaviano, Vibo Valentia, Caserta. È stata inoltre prefetto di Caserta e di Campobasso.
Nel 2008 viene eletta ne Il Popolo della Libertà in quota Forza Italia. A Gennaio aderisce al gruppo di Iniziativa Responsabile a sostegno della maggioranza di Governo come esterno per garantire un riequilibrio nelle Commissioni dopo l'uscita dei deputati finiani passati all'opposizione. Stasi viene nominata vice capogruppo in rappresentanza della componente berlusconiana ex PdL.

### La vicenda ‘Aversana Petroli’ e i rapporti con Nicola Cosentino
Secondo Il Fatto Quotidiano, nel 2005 la Stasi, allora prefetto di Caserta, con una procedura rara, riaprì la pratica ‘Aversana Petroli’, azienda di Nicola Cosentino, coordinatore regionale del PdL in Campania. Grazie all'intervento della Stasi, l'azienda ottenne lo sblocco del rilascio della certificazione antimafia, fino a quel momento negata per il rischio di infiltrazioni camorristiche.
L'ex consigliere regionale del UDEUR Nicola Ferraro, imprenditore del settore dei rifiuti finito sotto processo per fatti di camorra, ha rivelato di essere stato contattato da due intermediari politici di Cosentino, un parlamentare e un consigliere regionale del casertano, ai tempi delle elezioni provinciali del 2005, in cui Cosentino era candidato presidente del centrodestra a Caserta. Gli intermediari sostennero che se Ferrero si fosse disimpegnato dalla tornata elettorale, dove era schierato in favore del poi vincente candidato del centrosinistra Sandro De Franciscis, sarebbero intervenuti presso il ministro dell'Interno Giuseppe Pisanu e il prefetto Stasi per risolvergli i problemi con la certificazione antimafia.
Ferrero ha accennato ai buoni rapporti tra la Stasi e Luigi Cesaro: uno dei fedelissimi di Cosentino, deputato e Presidente della Provincia di Napoli, ex Sindaco di Sant'Antimo, paese di cui Stasi fu commissario straordinario. Nonostante non ci siano indagini in corso, alcuni quotidiani hanno fatto notare come per le elezioni politiche del 2008 il nome della Stasi sia stato inserito nelle liste di candidati (poi eletti) alla Camera dei Deputati dal coordinatore regionale PdL in Campania Nicola Cosentino e dal coordinatore provinciale Pdl a Napoli Luigi Cesaro.

## Vicende giudiziarie
Il 16 gennaio 2013 il Tribunale di Santa Maria Capua Vetere ha condannato Maria Elena Stasi, prefetto di Caserta nel 2008, e il prefetto Paolino Maddaloni a due anni di reclusione e di interdizione dai pubblici uffici per le agevolazioni concesse alle aziende del consigliere regionale dell'UDEUR Nicola Ferraro per gli appalti delle centraline di controllo della qualità dell'aria nella provincia di Caserta.
Avendo fatto ricorso, nel 2018 il reato è stato dichiarato prescritto.